# Energie rinnovabili in Spagna
La Spagna ha come obiettivo la generazione di almeno il 30% dell'elettricità da fonti rinnovabili entro il 2010, con metà di tale quota da raggiungere tramite l'energia eolica. Nel 2006 il 20% della domanda energetica era già soddisfatto da fonti di energia rinnovabile.
Alcune comunità autonome sono in testa all'Europa per quanto riguarda l'uso di tecnologie di energie rinnovabili e progettano di raggiungere il 100% di generazione  elettrica da fonti rinnovabili. Castiglia e León e la Galizia  sono vicine allo scopo, producendo (al 2006) il 70% della loro totale domanda energetica con fonti rinnovabili.
Se si considera anche l'energia nucleare, due comunità autonome in Spagna sono già riuscite a produrre tutta la loro energia completamente senza emissioni di CO2: Estremadura e Castiglia-La Mancia.
Nel 2005 la Spagna divenne il primo stato a richiedere l'installazione di pannelli fotovoltaici sui nuovi palazzi, e il secondo al mondo (dopo Israele) a richiedere l'installazione di pannelli solari termici.
| Energia Rinnovabile in Spagna (GWh, dati 2006) | Energia Rinnovabile in Spagna (GWh, dati 2006) | Energia Rinnovabile in Spagna (GWh, dati 2006) | Energia Rinnovabile in Spagna (GWh, dati 2006) | Energia Rinnovabile in Spagna (GWh, dati 2006) | Energia Rinnovabile in Spagna (GWh, dati 2006) | Energia Rinnovabile in Spagna (GWh, dati 2006) | Energia Rinnovabile in Spagna (GWh, dati 2006) | Energia Rinnovabile in Spagna (GWh, dati 2006) |
| Comunità autonome                              | Energia Idroelettrica                          | Energia Eolica                                 | Energia Solare                                 | Energia da biomasse                            | Energia da rifiuti solidi                      | Generazione totale da rinnovabili              | Domanda elettrica totale                       | % rinnovabili sulla domanda totale             |
| ---------------------------------------------- | ---------------------------------------------- | ---------------------------------------------- | ---------------------------------------------- | ---------------------------------------------- | ---------------------------------------------- | ---------------------------------------------- | ---------------------------------------------- | ---------------------------------------------- |
| Castiglia e León                               | 6960                                           | 3840                                           | 14                                             | 274                                            | 87                                             | 11175                                          | 15793                                          | 70.8%                                          |
| Galizia                                        | 7561                                           | 5970                                           | 1                                              | 242                                            | 317                                            | 14091                                          | 20279                                          | 69.5%                                          |
| La Rioja                                       | 124                                            | 897                                            | 1                                              | 3                                              | 2                                              | 1027                                           | 1860                                           | 55.2%                                          |
| Aragona                                        | 3073                                           | 3342                                           | 1                                              | 63                                             | 8                                              | 6487                                           | 11885                                          | 54.6%                                          |
| Navarra                                        | 379                                            | 2248                                           | 28                                             | 269                                            | 0                                              | 2924                                           | 5401                                           | 54.1%                                          |
| Estremadura                                    | 2244                                           | 0                                              | 1                                              | 0                                              | 0                                              | 2245                                           | 5076                                           | 44.2%                                          |
| Castiglia-La Mancia                            | 710                                            | 3935                                           | 8                                              | 99                                             | 34                                             | 4786                                           | 12686                                          | 37.7%                                          |
| Asturie                                        | 1680                                           | 357                                            | 0                                              | 221                                            | 400                                            | 2658                                           | 12391                                          | 21.5%                                          |
| Cantabria                                      | 875                                            | 0                                              | 0                                              | 11                                             | 41                                             | 927                                            | 5693                                           | 16.3%                                          |
| Catalogna                                      | 3223                                           | 301                                            | 7                                              | 77                                             | 241                                            | 3849                                           | 48498                                          | 7.9%                                           |
| Andalusia                                      | 946                                            | 1042                                           | 5                                              | 728                                            | 0                                              | 2721                                           | 40737                                          | 6.7%                                           |
| Paesi Baschi                                   | 336                                            | 339                                            | 3                                              | 55                                             | 326                                            | 1059                                           | 20934                                          | 5.1%                                           |
| Comunità Valenciana                            | 1041                                           | 266                                            | 13                                             | 55                                             | 0                                              | 1375                                           | 27668                                          | 5.0%                                           |
| Isole Canarie                                  | 0                                              | 288                                            | 0                                              | 0                                              | 0                                              | 288                                            | 9372                                           | 3.1%                                           |
| Isole Baleari                                  | 0                                              | 5                                              | 0                                              | 0                                              | 133                                            | 138                                            | 6235                                           | 2.2%                                           |
| Murcia                                         | 65                                             | 93                                             | 6                                              | 12                                             | 0                                              | 176                                            | 8334                                           | 2.1%                                           |
| Madrid                                         | 83                                             | 0                                              | 8                                              | 58                                             | 330                                            | 479                                            | 30598                                          | 1.6%                                           |
| Ceuta & Melilla                                | 0                                              | 0                                              | 0                                              | 0                                              | 2                                              | 2                                              | 391                                            | 0.5%                                           |
| SPAGNA                                         | 29301                                          | 22924                                          | 97                                             | 2167                                           | 1921                                           | 56410                                          | 283829                                         | 19.9%                                          |